# St. Christophorus (Hannover)

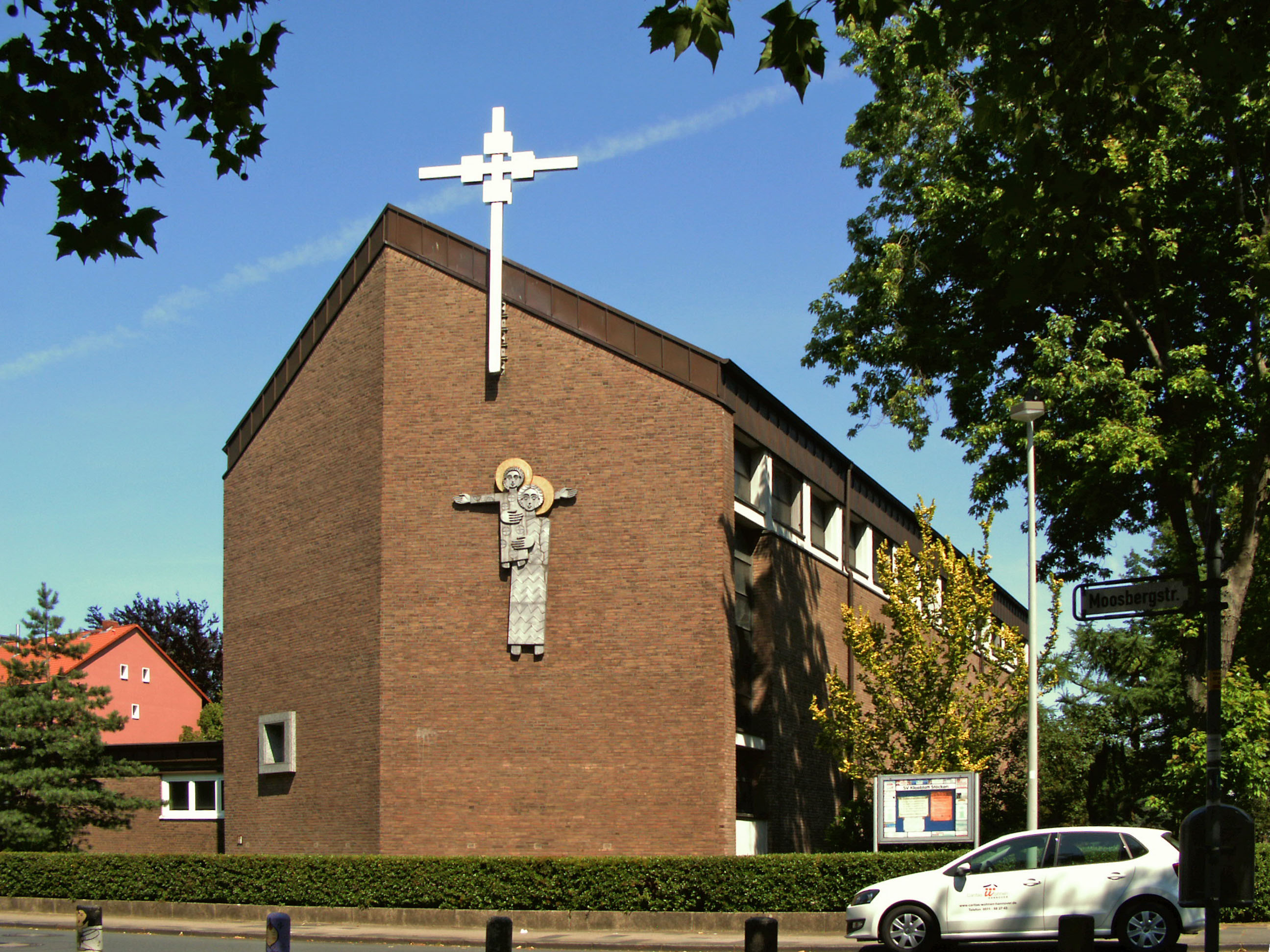
St.-Christophorus-Kirche (2013)

Sankt Christophorus war die katholische Kirche in Stöcken, einem Stadtteil von Hannover (Niedersachsen). Die nach dem heiligen Christophorus benannte Kirche gehörte zuletzt zur Pfarrgemeinde St. Maria im Dekanat Hannover des Bistums Hildesheim.
Standort des 2019 abgerissenen Kirchengebäudes war die Moosbergstraße 4 am Stöckener Markt.

## Geschichte
In den 1950er Jahren hatte sich die Zahl der Katholiken in Stöcken so vergrößert, dass am 1. Januar 1959 eine katholische Gemeinde gegründet wurde; zuvor gehörten die Katholiken in Stöcken zur St.-Adalbert-Gemeinde in Herrenhausen. Zunächst fanden die Gottesdienste im Saal der Gaststätte Duderstadt (heute Hotel West) statt, dann in der 1958 geweihten St.-Christophorus-Kapelle auf dem Dachboden des Pallotti-Hauses an der Moosbergstraße.
Ein größerer Kirchenbau entstand bis 1963 nach Plänen der Architekten Horst Langer und Andreas Friess. Die Kirche wurde in der Nähe des Volkswagenwerkes Hannover errichtet und nach dem Schutzpatron der Autofahrer, dem heiligen Christophorus, benannt. Auch bei den katholischen Kirchen im Umfeld des Volkswagenwerkes Braunschweig und des Volkswagenwerkes Wolfsburg, St. Christophorus (Braunschweig-Rühme) und St. Christophorus (Wolfsburg), wurde der heilige Christophorus zum Schutzpatron.
Am 12. August 1962 wurde durch Dechant Heinrich Bodenburg der Grundstein für die Kirche gelegt, und am 14. Dezember 1963 folgte durch Bischof Heinrich Maria Janssen ihre Konsekration. Am 1. Januar 1964 wurde die Kirchengemeinde St. Christophorus errichtet. Lange Zeit hindurch wurde die Gemeinde von Pallottinern betreut.
Seit dem 1. November 2006 gehört die Kirche zur Pfarrgemeinde St. Maria. 2009 wurde vom Bistum Hildesheim entschieden die St.-Christophorus-Kirche zu profanieren. Ab etwa 2011 fanden Gespräche mit der evangelisch-lutherischen Kirche zwecks einer Übernahme der Kirche statt, die jedoch 2014 erfolglos beendet wurden. Im Jahre 2013, als das 50-jährige Kirchweihjubiläum gefeiert wurde, gehörten rund 1.800 Katholiken zur St.-Christophorus-Gemeinde. Im September 2015 wurde das rund 3.500 m² große Kirchengrundstück an die Wohnungsbaugenossenschaft Heimatwerk Hannover e.G. verkauft, die das Kirchengebäude abreißen und auf dem Grundstück Wohnungen errichten will. Am 18. Januar 2019 ist die Profanierung durch Weihbischof Nikolaus Schwerdtfeger durchgeführt worden. Im Frühjahr 2019 erfolgte der Abriss des Kirchengebäudes. Die nächstgelegene katholische Kirche ist seitdem die St.-Adalbert-Kirche in Hannover-Herrenhausen in knapp zwei Kilometer Entfernung.

## Architektur und Ausstattung

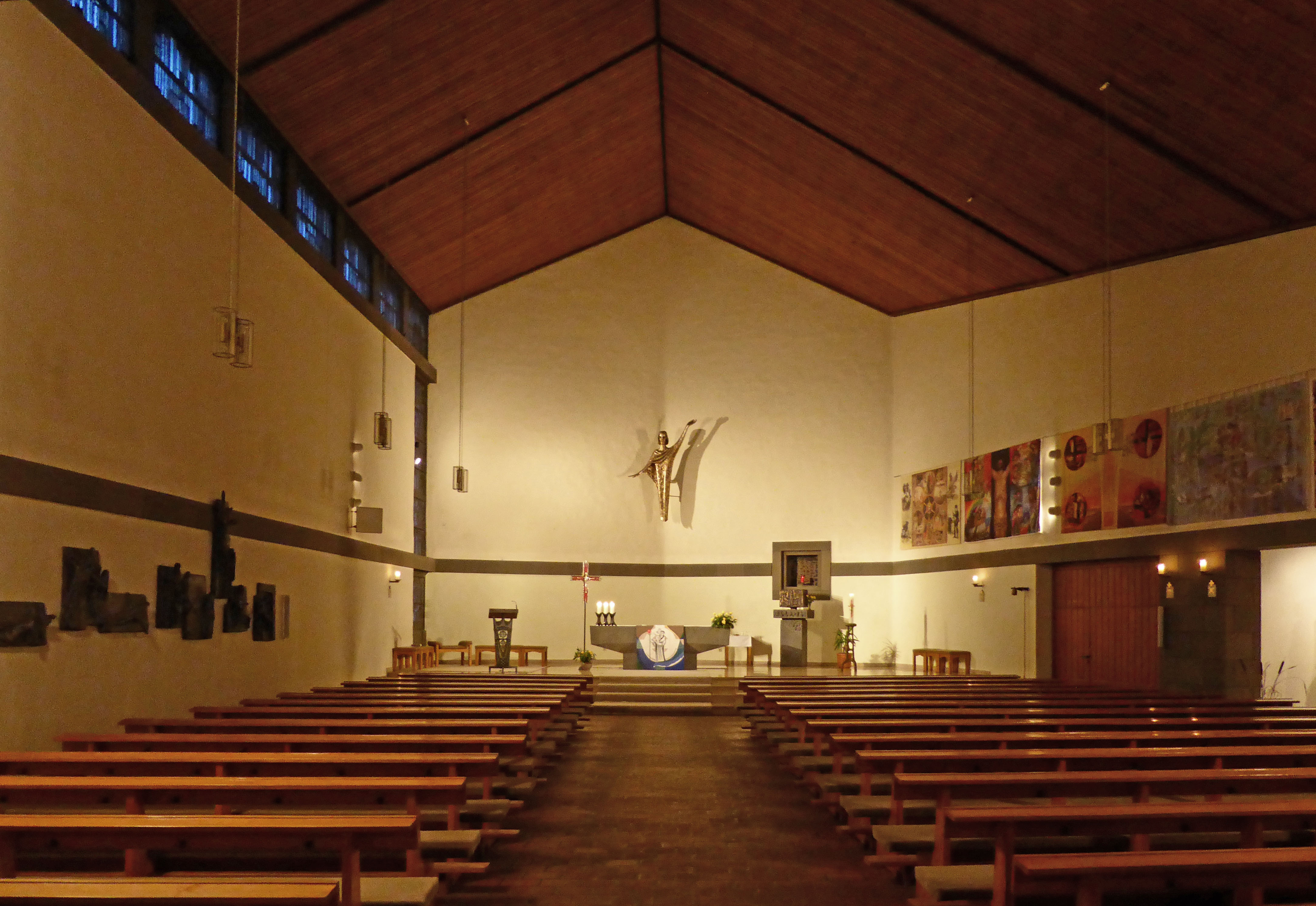
Inneres (2015)

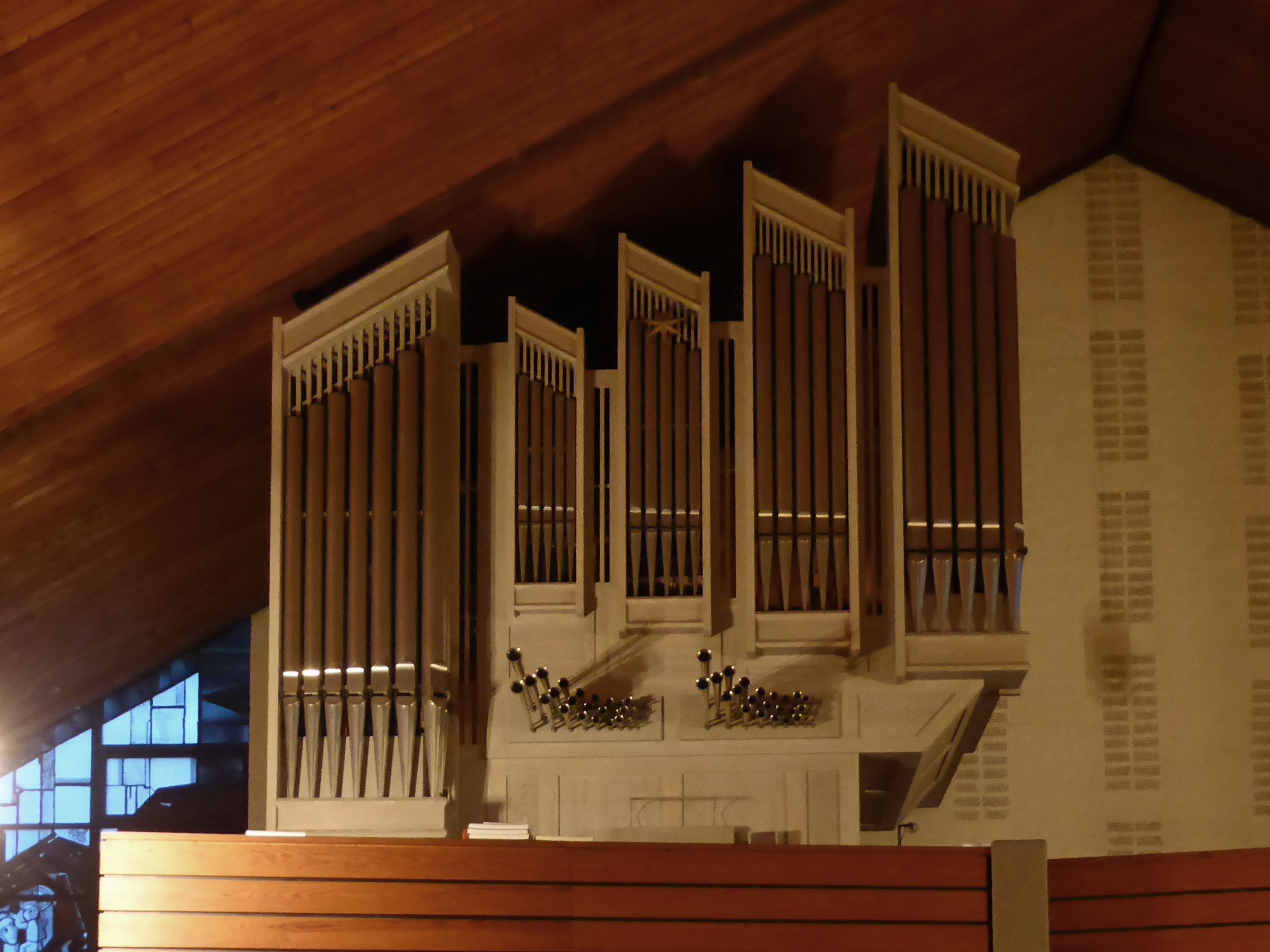
Orgel (2015)

Das nach Plänen der Architektengemeinschaft Langer und Friess erbaute Kirchengebäude wurde im Inneren mit einem Altar sowie einer Kanzel aus Basaltlava ausgestattet. Das Altarkreuz schuf Norbert Labenz, während die farbigen Fenster von dem Glasmaler Franz Pauli geschaffen wurden.
Eine Darstellung des heiligen Christophorus befindet sich an der dem Marktplatz zugewandten Außenfassade.
Ihre Orgel wurde vom Unternehmen Westfälischer Orgelbau S. Sauer aus Höxter erbaut und am 21. Juni 1997 geweiht.
Die Orgel befindet sich seit 2020 in der Marienkirche in Siegen.

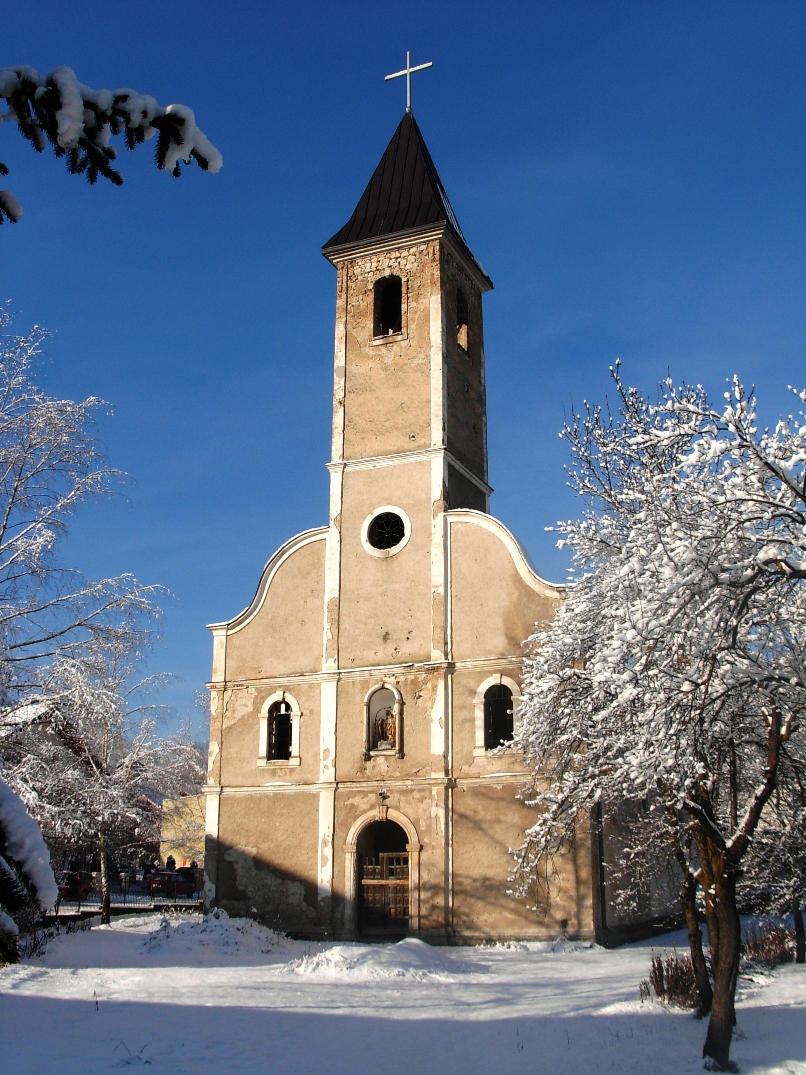
Kirche in Mrkonjić Grad

Das Inventar der Kirche, Kreuzweg, Beichtstühle, Kirchengestühl, Vortragekreuz, Ambo, Tabernakel und Osterleuchter, wurde noch 2019 der von 1881 bis 1889 erbauten Kirche St. Philippus und Jakobus (kroatisch: Filipa i Jakova) in Mrkonjić Grad, im Bistum Banja Luka in Bosnien und Herzegowina gelegen, geschenkt, die im Bosnienkrieg in den 1990er Jahren zerstört worden war. Das St.-Christophorus-Fenster geht an die Kirche St. Hedwig in Vinnhorst, die anderen Buntglasfenster und die Darstellung des heiligen Christophorus sollen in den auf dem Grundstück entstehenden Neubau integriert werden.

## Weitere katholische Einrichtungen in Stöcken
- Christophorus-Haus (ehemaliges Pfarrhaus, Moosbergstraße 4a, ebenfalls im Abriss befindlich). Wohnheim für Erwachsene mit geistiger Behinderung.
- Pallotti-Haus (Moosbergstraße 14). In den 1950er Jahren als Wohnheim für junge Arbeiter errichtet, heute Wohnheim für Erwachsene mit geistiger Behinderung.